# Oberdietfurt
Pour les articles homonymes, voir Dietfurt.

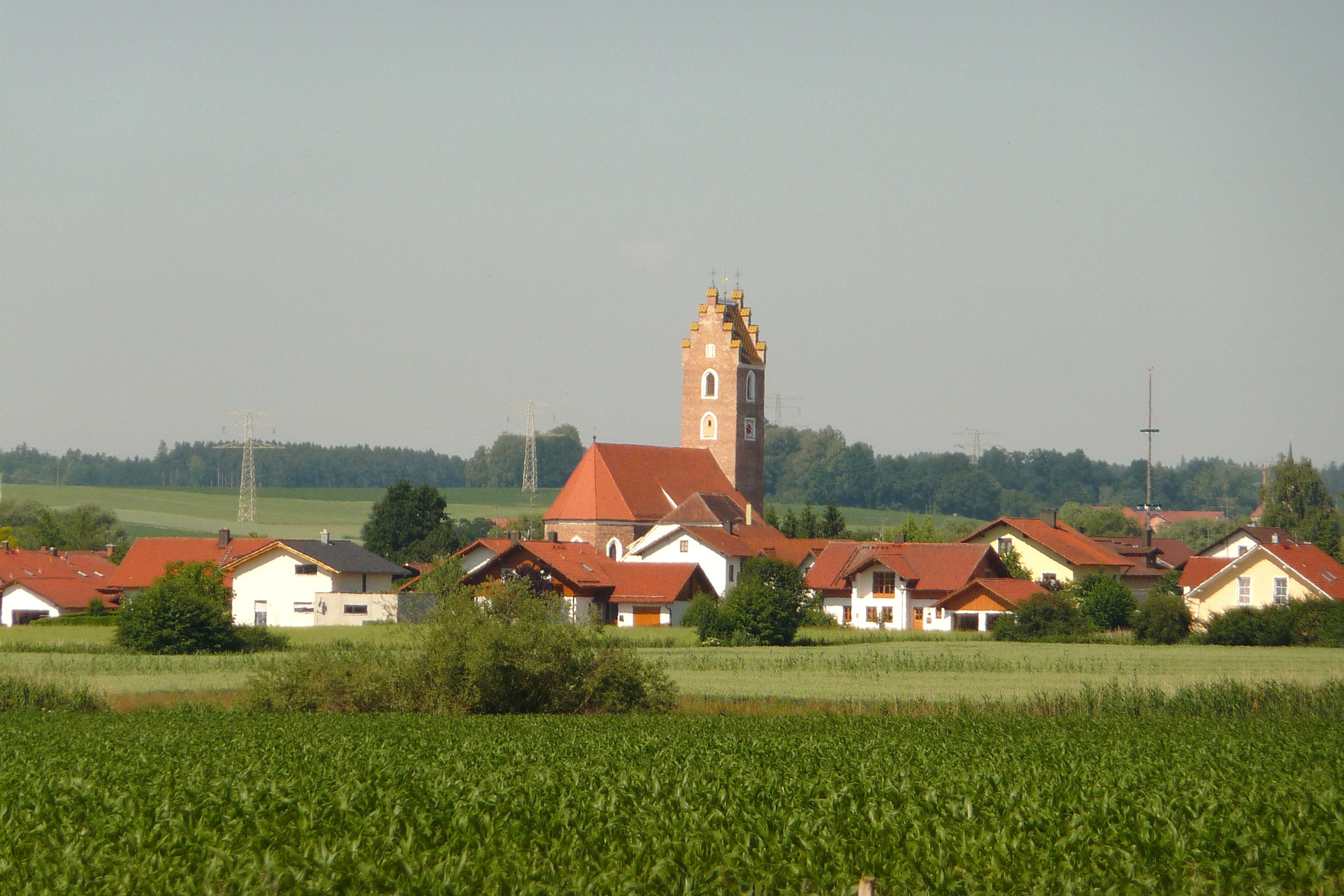
L'église Saint-Jean-Baptiste à Oberdietfurt.

Oberdietfurt est un district et un village faisant partie de Massing en Bavière inférieure, cercle de Rottal-Inn.

## Situation
Oberdietfurt est situé au nord-ouest de Unterdietfurt sur l'autre rive de la Rott et à deux kilomètres à l'est de Massing.

## Histoire
Les villages d'Oberdietfurt et de Unterdietfurt qui étaient jadis appelés du seul nom de Dietfurt sont mentionnés déjà en 520. Ils ont été nommés d'après un gué sur la Rott.
En 680 l'évêque Rupert von Salzburg offrit aux habitants une église en bois. L'évêque Arnon von Salzburg (787-821) mentionne dans sa Notitia Arnonis les églises de la paroisse de Dietfurt.
Par la suite, au cours du temps Dietfurt s'est divisé en deux villages Oberdietfurt (Dietfurt d'en-haut) et Unterdietfurt (Dietfurt d'en bas).

## Patrimoine
- L'église paroissiale de Saint-Jean Baptiste, datant du XVe siècle.